# ملعب الفلوجة
ملعب الفلوجة هو ملعب متعدد الأغراض في مدينة الفلوجة، العراق، يستخدم حاليًا في مباريات كرة القدم وهو الملعب الرئيسي لنادي الجولان، افتتح في فبراير 2022 بسعة 7000 متفرج.

## التاريخ
بدأ البناء في عام 2012 وتوقف في ديسمبر 2013 عند اكتمال 93 ٪. تحول الملعب بعد ذلك إلى مأوى لعائلات اللاجئين السوريين الذين فروا إلى الأنبار. وتعرض الملعب لأضرار مختلفة مثل احتراق أرضية الملعب وتحطيم مقاعده وتلف العديد من مقصوراته. أعلنت حكومة المحلية في محافظة الأنبار في عام 2021 عن المباشرة بترميم الملعب. تم إفتتاح الملعب في 21 فبراير 2022، حيث أقيمت مباراة افتتاحية لكرة القدم بين نادي الجولانونادي الدجيل.